# Абесия, Валентин
Хосе Валентин Абесия Айльон (исп. José Valentín Abecia Ayllón; 6 февраля 1846, Сукре, Боливия — 10 января 1910, там же) — боливийский врач, журналист и государственный деятель, второй вице-президент Боливии (1904—1909).

## Биография
Получил высшее образование как врач, журналист, историограф. Основал общество «Сосьедад географика Сукре» (1892).
В 1896—1904 гг. являлся ректором Университета Сан-Франциско Хавьера.
Принадлежал к Либеральной партии. Избирался депутатом парламента Боливии и несколько раз префектом департамента Чукисака.
В 1904—1909 гг. — второй вице-президент Боливии.
Автор книг по медицине и истории, среди которых «Колыбель Монтеагудо» (1905), «История Чукисаки» (1939).